# Татаренко, Виктор Алексеевич
Татаренко Виктор Алексеевич (3 июля 1950, Сталино, Сталинская область, УССР, СССР) — советский и российский художник-монументалист, член Санкт-Петербургского Союза художников, член Международной ассоциации современных мозаичистов, член Международной ассоциации искусств при UNESCO, член Общества акварелистов Санкт-Петербурга. Живёт и работает в Санкт-Петербурге.

## Биография
Родился в 1950 году в городе Сталино (ныне — Донецк).
В 1967 году закончил 10 классов общеобразовательной школы № 61 г. Донецка. Одновременно с 1964 г. по 1967 г. учился в единственной в городе художественной школе, которую закончил с отличием, освоив четырёхгодичную программу за три года (второй выпуск школы). Первые учителя по искусству: Иванов Дмитрий Дмитриевич, Хмельков Евгений Степанович, Хоренко Владимир Федорович.
В числе семерых выпускников художественной школы поехал поступать в Одесское государственное художественное училище им. М. Б. Грекова. В ходе сдачи экзаменов устроили между собой испытания на смелость, смекалку и мужество. Решив, если кто не выдержит и погибнет, у других будет больше шансов поступить — поднялись на крышу недействующей тогда кирхи и прошли по четырёхметровой доске на высоте около 40 метров туда и обратно, затем рисковали на развалинах турецкой крепости, под которыми рос колючий терновник и располагались провода высоковольтного напряжения, и пр. Никто не погиб, но в училище поступили только пятеро.
Поступив в 1967 году Одесское государственное художественное училище им. М. Б. Грекова, учился у художников: Савранского Виктора Мефодиевича, Филипенко Валентина Владимировича, Егорова Дмитрия Дмитриевича (сына штабс-капитана Егорова Д. В., адъютанта Деникина). Среди однокурсников — Алексей Кантемиров, Николай Заволока, Сергей Савченко, Василий Рябченко, Владимир Теодор (архим. Зинон). С 1969 года по 1971 год проходил срочную службу в 106 ракетной бригаде Одесского военного округа в одном взводе c Александром Безверхним. Одновременно с учёбой работал художником в порту, на железной дороге.
В 1973 году окончил Одесское государственное художественное училище им. М. Б. Грекова по классу живопись. Дипломная работа «Клятва» на тему гражданской войны. Изначально была выбрана тема труда шахтеров, для разработки которой художник спускался в шахту в забой и проработал с отцом целую смену. Предложенные эскизы были отклонены комиссией, посчитавшей изображение труда шахтеров слишком тяжелым, в то время как требовалось отражать пафоса труда.
В Одессе увлекся театром, кино. Участвовал художником-постановщиком с другом и земляком по художественной школе Василием Гончаровым в съемках фильма режиссёра Ильи Рудяка «Комендант порта» по рассказу Александра Грина. В фильме заняты актёры студии «Киноактер», созданной Ильёй Рудяком при Одесской киностудии имени Довженко. В студии учились будущие известные актёры Лариса Удовиченко, Юрий Стоянов и другие. Также выполнял декорации к спектаклю И. Э. Бабеля «Конармия» и постановкам по произведениям Микалоюса Чюрлениса.
В 1973 году получил рекомендацию от Одесской киностудии имени А. П. Довженко для поступления во ВГИК на художника-постановщика игрового кино, но экзамены сдал без успеха. Переехав в Ленинград, работал помощником начальника отряда военизированной охраны завода «Краснознаменец» и готовился к поступлению в Ленинградское высшее художественно-промышленное училище им. В. И. Мухиной.
В 1975 году поступил в Мухинку на отделение монументально-декоративной живописи. Учился у Кирилла Леонардовича Иогансона, Анатолия Алексеевича Казанцева, Алексея Петровича Ольховича. Среди однокурсников — Сергей Стародубцев, Виталий Мельничук, Вячеслав Ливанов.
Во время учёбы в Мухе работал художником на мебельном комбинате «Онега» по совместительству. Одновременно с подготовкой к защите диплома выполнил свою первую монументальную роспись для ресторана гостиницы «Киевская», подготовленную к приему гостей Олимпиады-80 размером 24 м2. С 1979 года участвовал в первых художественных выставках.
В 1980 году — окончил Ленинградское высшее художественно-промышленное училище им. В. И. Мухиной. Дипломная работа «Музыка» — керамический рельеф с росписью для фойе музыкальной школы г. Ленинграда. Получил оценку «отлично» с похвалой ГЭК. В этом же году вступает в Творческое объединение молодых художников и искусствоведов при Союзе художников СССР (ТОМХИ).
С 1980 по 1986 годы работал в должности архитектора в Всесоюзном научно-исследовательском и проектном институте энергетической технологии (ВНИПИЭТ), где выполнил для городов Висагинас и Сосновый бор ряд монументальных работ в мозаике, керамике, росписи яичной темперой. За участие в выставках «Молодость страны» был премирован творческими поездками в Сибирь (Красноярск, Минусинск, Абакан, Саяно-Шушенская ГЭС) в 1982 г. и персональной творческой поездкой в Узбекистан (Самарканд, Бухара, Ургенч, Хива) — в 1983 г.
В 1985 году вступил в Союз художников СССР (ныне — Союз художников России).
С 1983 по 1989 годы занимался монументальной живописью по договорам с Ленинградским отделением Художественного фонда РСФСР и Комбинатом живописно-оформительского искусства.
С 1994 по 1998 годы — председатель секции монументального искусства, член Правления и Президиума Санкт-Петербургского Союза художников.
В период с 1997 по 2006 годы — доцент, преподаватель живописи и рисунка в Ленинградском государственном университете имени А. С. Пушкина, Балтийском институте иностранных языков и международного сотрудничества (БИИЯМС), Институте декоративно-прикладного искусства (ИДПИ).
Произведения находятся в собраниях музеев и частных коллекциях России и за рубежом.

### Семья
- Отец — Татаренко Алексей Тихонович (17.09.1928—25.08.2017), уроженец г. Белгород — шахтер очистного забоя, машинист врубовой машины, бригадир звена шахты имени А. Ф. Засядько, 46 лет подземного стажа, награждён двумя орденами «Шахтерская слава», массажист поликлиники (в газетах писали о нём как о целителе).
- Мать — Татаренко (Игнатова) Анна Андреевна (31.12.1925—01.11.1995), уроженка Тамбовской области — бухгалтер шахты им. Феликса Кона.
- Сестры — Олейник Татьяна Алексеевна, 1955 г. р.; Выросткова Лилия Алексеевна (1967—2020).

### Личная жизнь
- Жена — Татаренко Александра Георгиевна (в браке с 1976 г.), филолог, преподаватель русского языка как иностранного, ветеран труда.
  - Сын — Татаренко Алексей Викторович, 1982 г. р.

## Творчество
Наиболее значимым произведением является мозаичное панно «Человек и стихии» (1990 г., г. Висагинас Игналинской АЭС, 154 м2). В 1988 г. были созданы витражи из натуральной слюды для Псково-Печерского монастыря, а в 1991 г. для Ново-Валаамского монастыря.
В 1993 г. Татаренко В. А. выиграл первое место в конкурсе Балтийского Морского Пароходства на мозаичное панно «Море» для Морского вокзала в С.-Петербурге (140 м2). В 1994 г. по заказу Мэрии Центрального района С.-Петербурга выполнена роспись «Красный кот» для детского игрового комплекса (80 м2, Невский пр., д. 135), которая заняла первое место в городском конкурсе по благоустройству города в номинации «Эстетическое содержание».
В 2011 г. в г. Сосновый Бор создана мозаичной иконы Божией Матери «Неопалимая Купина» для городского собора. Указом Президента Российской Федерации художник был награждён медалью «В память 300-летия Санкт-Петербурга» за триптих, посвященный блокаде Ленинграда «Хлеб, Молитва и Чаша» (2003 г.). В нём оригинально соединились приемы станковой и монументальной живописи. В 2013 г. художник украсил значимый для С.-Петербурга и всей страны собор Феодоровской иконы Божией Матери, посвященный 300-летию Дома Романовых (мозаичный образ Спаса Нерукотворного, монограмма Христа и символические изображения в алтарной преграде).
В течение девяти лет художником велась работа над мозаичными произведениями для Пюхтицкого монастыря, в том числе Ильинского скита Васк-Нарве. Особую значимость представляет большое мозаичное панно «Огненное восхождение Св. Пророка Илии» (2013 г.). Его уникальная иконография свидетельствует о таланте автора, творческом осмыслении великих традиций искусства Византии и русского народного искусства. Для всех его произведений свойственен синтез с архитектурой, их гармоничное сочетание. Сразу обращает внимание их стилевое единство с окружающей средой. Татаренко В. А. создал образ «Богородица Огневидная» (Пюхтицкий монастырь) и был награждён дипломом Санкт-Петербургского Союза художников «За достижения в монументальном искусстве» (2015 г.). Признанием мастерства в создании мозаичных работ стало членство Татаренко В. А. в Международной ассоциации современных мозаичистов (Равенна, Италия) и Международной ассоциации искусств при UNESCO (Париж, Франция). Признанием его вклада в развитие русской культуры и международного авторитета России — награждение Отделом внешних церковных связей Русской Православной Церкви (митр. Иларион (Алфеев)) Благодарственной грамотой «За понесенные труды на благо Пюхтицкой обители» (2016 г.) (Пюхтицкий монастырь является единственным ставропигиальным монастырем на территории Евросоюза, крупнейшим культурным центром русскоязычного населения Европы).
Художник создал много витражей для общественных зданий, в том числе «Переплетение» (2016 г.). Он разрабатывает авторскую раму произведения, использует многообразное сочетание прозрачного и окрашенного стекла с тончайшей росписью и объемным спеканием.
Произведения художника приобретены и находятся в музейных коллекциях и частных собраниях, в том числе в Минкультуры России (1988 г.) и Государственном Русском музее (1990, 2011, 2012 г.г.). В 2016 г. Государственный Русский музей закупил холст, экспонировавшийся на выставке «Цирк».
Активная творческая, общественная позиция и опыт Татаренко В. А. снискали уважение в рядах художников, что привело к избранию его в творческие советы Санкт-Петербургского Союза художников, в члены ГАК по защите дипломов в Художественно-промышленной академии им. А. Л. Штиглица, участию в социальном проекте «По Святым местам», осуществляемом при поддержке Комитета по культуре Санкт-Петербурга. Персональная выставка в Смольном Соборе С.-Петербурга (2014), выставки в Совете Федерации, Смольном являются показателем признания заслуг художника на государственном уровне. В 2017 году он провел две разные персональные выставки в г. Висагинас и С.-Петербурге. Татаренко В. А. принимает участие в различного рода общественно значимых акциях (в благотворительных выставках для воссоздания Екатерининского собора, Федоровского городка в Пушкине).

## Выставки, музеи и коллекции

### Выставки
| Избранные выставки    | Избранные выставки |
| Год                   | Выставка |
| --------------------- | --- |
| 2021                  | Художники и коллекционеры – Русскому музею. Дары / Гос. Русский Музей, Мраморный дворец, С.-Петербург, Россия                                             |
| 2019                  | Ангелы XX—XI веков в искусстве / Гос. Русский Музей, корп. Бенуа, С.-Петербург, Россия                                                                    |
| 2016                  | От звезды до воды / Музей искусства С-Петербурга XX—XXI вв, С.-Петербург, Россия                                                                          |
| 2016                  | Цирк / Гос. Русский Музей, корп. Бенуа, С.-Петербург, Россия                                                                                              |
| 2005—2012, 1997, 1995 | Православная Русь / С.-Петербург, Россия |
| 2010                  | Русская зима из Русского музея. Большое путешествие шедевров: Санкт-Петербург — Дели — Москва, Царицыно" / Государственный музей Царицыно, Москва, Россия |
| 2009                  | Вокруг света с мольбертом / Государственный музей Царицыно, Москва, Россия                                                                                |
| 2003                  | Nationale des Beaux Arts / Международный салон, Лувр, Париж, Франция                                                                                      |
| 1976—2022             | участник международных пленэров, симпозиумов, 27 персональных выставок, более 400 выставок в России и за рубежом                                          |

### Музеи
Музеи, в которых содержатся произведения Виктора Татаренко.
- Государственный Русский музей
- Филиал Государственного Эрмитажа в городе Выборг
- Государственный музей истории Санкт-Петербурга
- Музей прикладного искусства в Санкт-Петербурге
- Музей искусства Санкт-Петербурга XX-XXI веков
- Музейная коллекция Союза Художников
- Государственный музей-заповедник «Петергоф»
- Ивановский областной художественный музей
- Музей изобразительных искусств в городе Комсомольск-на-Амуре
- Таймырский краеведческий музей в городе Дудинка
- Музей русского искусства имени Марии и Михаила Цетлиных в городе Рамат-Ган (Израиль)
- Национальный музей акварели им. Альфредо Гуати Рохо (Мексика)
- Художественный музей (Сремска-Митровица, Сербия)
- Одесский музей западного и восточного искусства (Украина)
- Севастопольский художественный музей имени М. П. Крошицкого
- Картинная галерея краеведческого музея поселка Ясеня (Карпаты)
- Чайковская художественная галерея (Пермский край)
- Арт-галерея «Висагинас» (Литва)
- Коллекция Правительства Вэйхай (Китай)
- Галерея «Витомир Среблянович» (Плевля, Черногория)
- частные коллекции и собрания России, Украины, Англии, Бельгии, Бермуд, Германии, Дании, Израиля, Италии, Канады, Китая, Литвы, Мексики, Новой Зеландии, Норвегии, США, Сербии, Финляндии, Франции, Черногории, Швейцарии, Швеции, Эстонии.

Выполнил мозаичные иконы из смальты, витражи, настенные росписи в 28 архитектурных объектах Литвы, Финляндии, Эстонии и России, в том числе:
- Мозаичное панно «Человек и стихии». Экстерьер, смальта, металл, 154 м2. (1990).
- С.-Петербург, Первое место в конкурсе за мозаичное панно в интерьере Морского вокзала (1993)
- Усси Валамо, Финляндия, Ново-Валаамский монастырь (1991).
- Васкнарва, Эстония, Ильинский скит Пюхтицкого женского монастыря, (2007—2013).
- Сосновый Бор, Лен. область,Церковь Иконы Божией матери «Неопалимая Купина» (2011).
- С.-Петербург, Федоровский собор в честь 300-летия Дома Романовых (2013).
- Куремяэ, Эстония, Пюхтицкий Успенский ставропигиальный женский монастырь (2015, 2016).

### Награды
- медаль Ордена «За заслуги перед Отечеством II степени» — за большой вклад в развитие отечественной культуры и искусства[3];
- диплом и золотая медаль Российской Академии Художеств за выдающиеся произведения изобразительного искусства;
- медаль «В память 300-летия Санкт-Петербурга»;
- медаль им. Альберта Бенуа в честь 120-летия «Общества русских акварелистов»;
- грамота Правительства С-Петербурга (Комитет по культуре);
- диплом за достижения в монументальном искусстве (С.-Петербургский союз художников);
- грамота «За понесенные труды на благо Пюхтицкой обители и, в ознаменовании 125-летия основания монастыря» (Русская Православная Церковь (Отдел внешних церковных связей);
- диплом Союза художников России за успехи в творчестве и содействие развитию изобразительного искусства России и другие награды.